# بکیلی
بکیلی (به ترکی استانبولی: Bekilli) یک منطقهٔ مسکونی در ترکیه است که در استان دنیزلی واقع شده‌است.